# Ácido nitrilotriacético
El ácido nitrilotriacético (NTA) es el ácido aminopolicarboxílico con la fórmula N(CH2CO2H)3. Es un sólido incoloro que se usa como agente quelante, que forma compuestos de coordinación con iones metálicos (quelatos) como Ca2+, Co2+ , Cu2+, y  Fe3+.

## Producción y uso
El ácido nitrilotriacético está disponible comercialmente como ácido libre y como sal de sodio. Se produce a partir de amoníaco, formaldehído y cianuro de sodio o cianuro de hidrógeno. La capacidad mundial se estima en 100 mil toneladas por año. NTA también se cogenera como una impureza en la síntesis de EDTA, que surge de las reacciones del coproducto de amoníaco.

## Química de coordinación y aplicaciones
El NTA es un ligando trianiónico tetradentado tripodal.
Los usos de NTA son similares a los del EDTA, siendo ambos agentes quelantes. Se utiliza para ablandar el agua y como sustituto del trifosfato de sodio y potasio en detergentes y limpiadores.
En una aplicación, el NTA como agente quelante elimina Cr, Cu y As de la madera que había sido tratada con arseniato de cobre cromado.

## Usos de laboratorio
En el laboratorio, este compuesto se usa en titulaciones complexométricas. Se utiliza una variante de NTA para el aislamiento y la purificación de proteínas en el método His-tag. El NTA modificado se usa para inmovilizar níquel sobre un soporte sólido. Esto permite la purificación de proteínas que contienen una etiqueta que consta de seis residuos de histidina en cualquier término.
El his-tag une el metal de los complejos quelantes de metal. Anteriormente, el ácido iminodiacético se usaba para ese propósito. Ahora, el ácido nitrilotriacético se usa más comúnmente.
Para usos de laboratorio, Ernst Hochuli et al. 1987 unió el ligando NTA y los iones de níquel a perlas de agarosa. Esta Ni-NTA Agarosa es la herramienta más utilizada para purificar sus proteínas etiquetadas mediante cromatografía de afinidad.

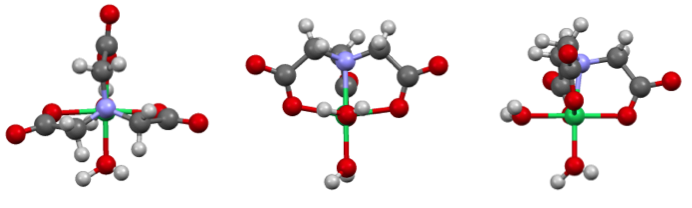
Tres vistas de la estructura de [Ni(NTA)(H2O)2]−.
Estructura del anión nitrilotriacetato [Ca(NTA)(H2O)3]−.

## Medio ambiente
A diferencia del EDTA, el NTA es fácilmente biodegradable y se elimina casi por completo durante el tratamiento de aguas residuales. Los impactos ambientales de NTA son mínimos. A pesar del uso generalizado en productos de limpieza, la concentración en el suministro de agua es demasiado baja para tener un impacto considerable en la salud humana o la calidad ambiental.